# Casa Portigliotti

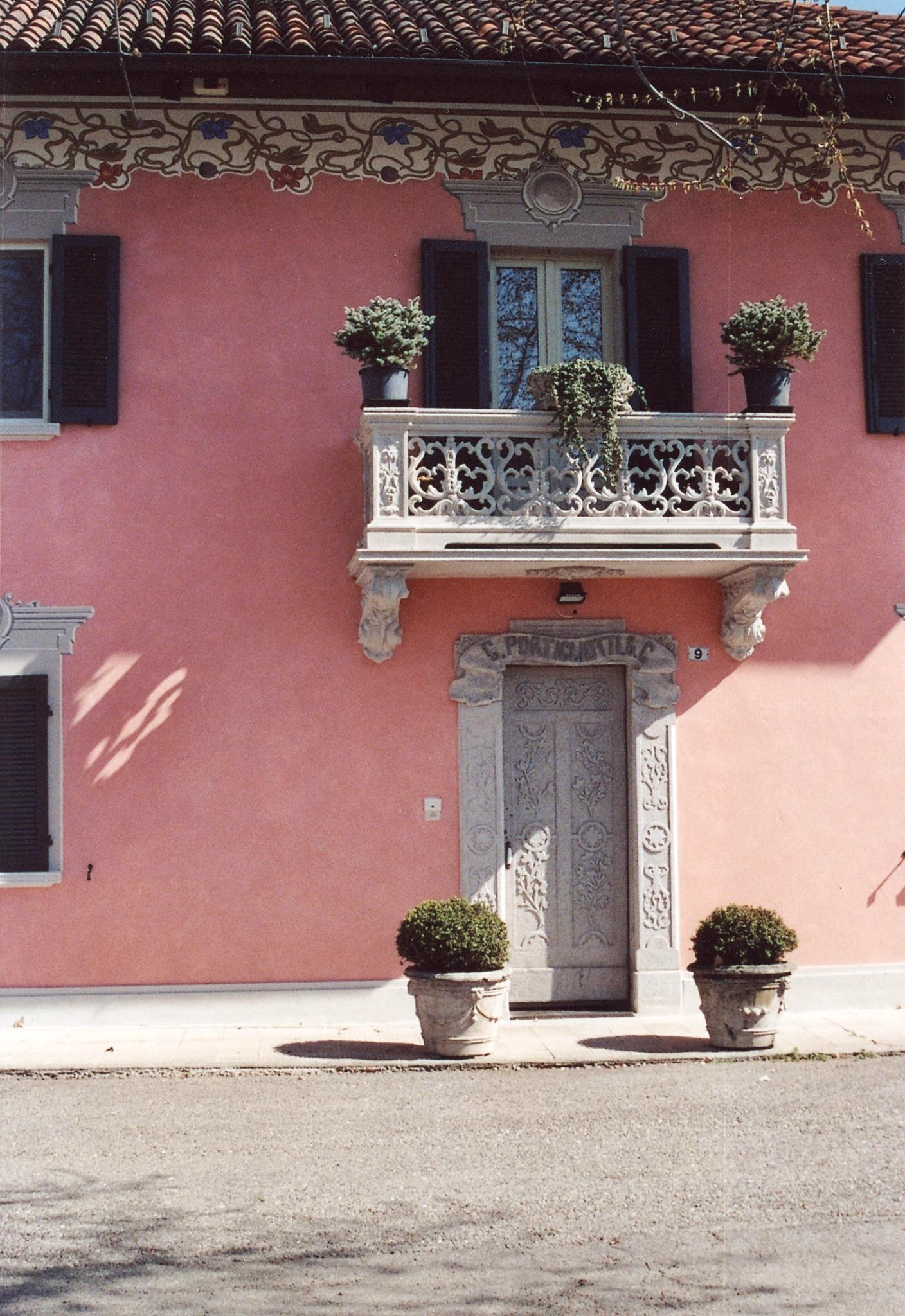
Particolare del portone in cemento e del balcone.

Casa Portigliotti si trova in via Stazione a Fara Novarese.

## Storia e descrizione
Costruito probabilmente alla fine dell'Ottocento, l'edificio prende il nome dalla famiglia che lo ha abitato per la prima metà del Novecento.
La palazzina  è decorata da un ricco fregio pittorico liberty recentemente restaurato e da molti elementi architettonici Art Nouveau realizzati in cemento armato. Tali particolari architettonici, come le balaustre del balcone, le recinzioni e un insolito portone di cemento, furono infatti prodotti dal proprietario Giuseppe Portigliotti: negli anni venti del XX secolo Portigliotti si era dedicato alla fabbricazione seriale di elementi d'arredo liberty che sono ancora visibili in molti edifici di Fara Novarese e dei paesi limitrofi.
Alcuni elementi in cemento decorano anche il vasto giardino retrosante l'edificio.
Tra le opere realizzate da Portigliotti si può ricordare la fonte della Salute ed il pavimento del presbiterio della parrocchiale di Fara.